# Bairdiella ensifera
 Bairdiella ensifera és una espècie de peix de la família dels esciènids i de l'ordre dels perciformes.

## Morfologia
- Els mascles poden assolir 35 cm de longitud total.[4][5]

## Alimentació
Menja larves de crustacis, gambetes i peixos.

## Hàbitat
És un peix de clima tropical i bentopelàgic.

## Distribució geogràfica
Es troba a l'oceà Pacífic oriental: des del sud de Mèxic fins al Perú.

## Observacions
És inofensiu per als humans.